# Natação no Campeonato Mundial de Esportes Aquáticos de 2009 - 50 m borboleta feminino
A prova dos 50 metros borboleta feminino da natação no Campeonato Mundial de Esportes Aquáticos de 2009 ocorreu nos dias 31 de julho e 1 de agosto no Stadio del Nuoto em Roma.

## Recordes
Antes desta competição, os recordes mundiais e do campeonato nesta prova eram os seguintes:
| Tipo                  | Atleta            | Tempo | Local     | Data                | Ref |
| --------------------- | ----------------- | ----- | --------- | ------------------- | --- |
|                       | Marleen Veldhuis  | 25,33 | Amsterdã  | 19 de abril de 2009 | ver |
| Recorde do campeonato | Therese Alshammar | 25,82 | Melbourne | 30 de março de 2007 | ver |

## Medalhistas
| Ouro                  | Prata            | Bronze                |
| Marieke Guehrer (AUS) | Yafei Zhou (CHN) | Ingvild Snildal (NOR) |

## Resultados

### Eliminatórias
Estes são os resultados das eliminatórias:
| Pos. | Atleta                        | Tempo | Bateria | Raia | Notas                 |
| ---- | ----------------------------- | ----- | ------- | ---- | --------------------- |
| 1    | SWE Therese Alshammar         | 25.44 | 13      | 4    | Recorde do campeonato |
| 2    | NED Marleen Veldhuis          | 25.58 | 14      | 4    |                       |
| 3    | NOR Ingvild Snildal           | 25.62 | 13      | 7    |                       |
| 4    | SWE Sarah Sjostrom            | 25.74 | 10      | 3    |                       |
| 5    | AUS Marieke Guehrer           | 25.83 | 14      | 5    |                       |
| 6    | ITA Silvia Di Pietro          | 25.84 | 13      | 6    |                       |
| 7    | DEN Jeanette Ottesen          | 25.86 | 14      | 3    |                       |
| 8    | CHN Yafei Zhou                | 26.00 | 14      | 2    |                       |
| 9    | USA Christine Magnuson        | 26.06 | 13      | 5    |                       |
| 10   | BRA Gabriella Silva           | 26.07 | 13      | 2    |                       |
| 11   | BRA Daynara de Paula          | 26.11 | 13      | 8    |                       |
| 12   | NED Hinkelien Schreuder       | 26.21 | 12      | 5    |                       |
| 12   | BLR Svetlana Khokhlova        | 26.21 | 14      | 8    |                       |
| 14   | EST Triin Aljand              | 26.27 | 14      | 9    |                       |
| 15   | FRA Diane Bui Duyet           | 26.35 | 14      | 6    |                       |
| 16   | GER Daniela Samulski          | 26.36 | 12      | 8    |                       |
| 17   | USA Dara Torres               | 26.41 | 12      | 4    |                       |
| 17   | AUS Lisbeth Trickett          | 26.41 | 13      | 3    |                       |
| 19   | JPN Yuka Kato                 | 26.46 | 12      | 1    |                       |
| 20   | RUS Irina Bespalova           | 26.49 | 12      | 2    |                       |
| 21   | CHN Liuyang Jiao              | 26.53 | 12      | 3    |                       |
| 22   | AUT Fabienne Nadarajah        | 26.55 | 14      | 7    |                       |
| 23   | ISR Amit Ivry                 | 26.59 | 12      | 7    |                       |
| 23   | BLR Iryna Niafedava           | 26.59 | 13      | 9    |                       |
| 25   | HUN Eszter Dara               | 26.68 | 11      | 4    |                       |
| 26   | GBR Jemma Lowe                | 26.71 | 11      | 8    |                       |
| 26   | FRA Melanie Henique           | 26.71 | 12      | 6    |                       |
| 28   | SIN Li Tao                    | 26.76 | 10      | 5    |                       |
| 29   | NOR Katharina Stiberg         | 26.77 | 12      | 0    |                       |
| 30   | DEN Micha Ostergaard Jensen K | 26.79 | 11      | 3    |                       |

| Ver o restante da classificação | Ver o restante da classificação | Ver o restante da classificação | Ver o restante da classificação | Ver o restante da classificação | Ver o restante da classificação | Ver o restante da classificação |
| Pos.                            | Atleta                          | Tempo                           | Bateria                         | Raia                            | Notas                           |                                 |
| ------------------------------- | ------------------------------- | ------------------------------- | ------------------------------- | ------------------------------- | ------------------------------- | ------------------------------- |
| 31                              | SVK Martina Moravcova           | 26.80                           | 12                              | 9                               |                                 |                                 |
| 32                              | ITA Cristina Maccagnola         | 26.82                           | 14                              | 1                               |                                 |                                 |
| 33                              | BEL Kimberly Buys               | 26.85                           | 14                              | 0                               |                                 |                                 |
| 34                              | BAH Alana Dillette              | 27.07                           | 10                              | 7                               |                                 |                                 |
| 35                              | HUN Beatrix Bordas              | 27.13                           | 13                              | 1                               |                                 |                                 |
| 36                              | JPN Yui Miyamoto                | 27.16                           | 11                              | 6                               |                                 |                                 |
| 37                              | FIN Emilia Pikkarainen          | 27.23                           | 11                              | 5                               |                                 |                                 |
| 38                              | GBR Ellen Gandy                 | 27.28                           | 11                              | 2                               |                                 |                                 |
| 39                              | CAN Victoria Poon               | 27.31                           | 13                              | 0                               |                                 |                                 |
| 40                              | SVK Katarina Listopadova        | 27.37                           | 10                              | 4                               |                                 |                                 |
| 41                              | EST Jane Trepp                  | 27.39                           | 10                              | 9                               |                                 |                                 |
| 42                              | CYP Anna Schoholeva             | 27.43                           | 11                              | 0                               |                                 |                                 |
| 43                              | TUR Iris Rosenberger            | 27.44                           | 10                              | 8                               |                                 |                                 |
| 44                              | ALG Fella Bennaceur             | 27.50                           | 10                              | 6                               |                                 |                                 |
| 45                              | CAN Audrey Lacroix              | 27.52                           | 9                               | 5                               |                                 |                                 |
| 45                              | HKG Kelly Shim Robinson         | 27.52                           | 9                               | 0                               |                                 |                                 |
| 47                              | FIN Linda Laihorinne            | 27.53                           | 9                               | 7                               |                                 |                                 |
| 48                              | COL Carolina Colorado Henao     | 27.56                           | 11                              | 7                               |                                 |                                 |
| 49                              | SUI Laetitia Perez              | 27.61                           | 11                              | 1                               |                                 |                                 |
| 50                              | EGY Farida Osman                | 27.78                           | 9                               | 3                               |                                 |                                 |
| 51                              | SLO Sofija Djelic               | 27.82                           | 9                               | 2                               |                                 |                                 |
| 52                              | ISR Kristina Tchernychev        | 27.88                           | 9                               | 6                               |                                 |                                 |
| 53                              | SEN Binta Zahra Diop            | 27.96                           | 9                               | 9                               |                                 |                                 |
| 54                              | MEX Rita Medrano                | 27.97                           | 8                               | 5                               |                                 |                                 |
| 55                              | MAS Marellyn Lammert Liew       | 27.98                           | 9                               | 8                               |                                 |                                 |
| 56                              | HKG Hang Yu Sze                 | 28.12                           | 9                               | 1                               |                                 |                                 |
| 57                              | CZE Aneta Pechancova            | 28.18                           | 9                               | 4                               |                                 |                                 |
| 58                              | VEN Jeserick Pinto              | 28.20                           | 10                              | 1                               |                                 |                                 |
| 59                              | CZE Klara Vaclavikova           | 28.23                           | 7                               | 5                               |                                 |                                 |
| 60                              | TRI Sharntelle Mc Lean          | 28.25                           | 8                               | 3                               |                                 |                                 |
| 61                              | LUX Christine Mailliet          | 28.36                           | 8                               | 6                               |                                 |                                 |
| 62                              | LTU Grite Apanaviciute          | 28.38                           | 10                              | 0                               |                                 |                                 |
| 63                              | SIN Chui Bin Mylene Ong         | 28.48                           | 8                               | 4                               |                                 |                                 |
| 64                              | CRC Marie Laura Meza            | 28.58                           | 7                               | 4                               |                                 |                                 |
| 65                              | LTU Aiste Dobrovolskaite        | 28.62                           | 8                               | 2                               |                                 |                                 |
| 65                              | ARG Nadia Colovini              | 28.62                           | 10                              | 2                               |                                 |                                 |
| 67                              | MOZ Monica Bernardo             | 28.88                           | 7                               | 3                               |                                 |                                 |
| 68                              | MAR Ramond Sherazad             | 29.01                           | 7                               | 9                               |                                 |                                 |
| 69                              | TUR Gizem Cam                   | 29.16                           | 8                               | 7                               |                                 |                                 |
| 70                              | MAC Cheok Mei Ma                | 29.21                           | 8                               | 8                               |                                 |                                 |
| 71                              | KEN Achieng Ajulu-Bushell       | 29.32                           | 7                               | 2                               |                                 |                                 |
| 72                              | SUR Nishani Cicilson            | 29.34                           | 6                               | 3                               |                                 |                                 |
| 73                              | NCA Dalia Torrez                | 29.35                           | 7                               | 7                               |                                 |                                 |
| 74                              | IND Chittaranjan Shubha         | 29.48                           | 7                               | 8                               |                                 |                                 |
| 75                              | MDA Veronica Vdovicenco         | 29.50                           | 7                               | 6                               |                                 |                                 |
| 76                              | AHO Silvie Ketelaars            | 29.53                           | 6                               | 6                               |                                 |                                 |
| 77                              | FRO Shaila Millum Gardarnar     | 29.56                           | 6                               | 2                               |                                 |                                 |
| 78                              | PHI Maria Georgina Gandionco    | 29.60                           | 7                               | 1                               |                                 |                                 |
| 79                              | BOL Karen M. Torrez Guzman      | 29.63                           | 6                               | 4                               |                                 |                                 |
| 80                              | JOR Razan Taha                  | 29.66                           | 8                               | 9                               |                                 |                                 |
| 81                              | ZIM Kimberley Eeson             | 29.69                           | 5                               | 1                               |                                 |                                 |
| 82                              | HON Laura Lucia Paz Chavez      | 29.72                           | 5                               | 8                               |                                 |                                 |
| 83                              | ZIM Moira Fraser                | 29.85                           | 5                               | 6                               |                                 |                                 |
| 84                              | NAM Jonay Briedenhann           | 29.86                           | 6                               | 7                               |                                 |                                 |
| 85                              | ESA Ileana Murillo              | 30.05                           | 8                               | 1                               |                                 |                                 |
| 86                              | CRC Marianela Quesada           | 30.12                           | 5                               | 0                               |                                 |                                 |
| 87                              | MAR Karrakchou Lilia            | 30.13                           | 4                               | 5                               |                                 |                                 |
| 88                              | JAM Kendese Nangle              | 30.18                           | 6                               | 5                               |                                 |                                 |
| 89                              | MLT Davina Mangion              | 30.24                           | 6                               | 9                               |                                 |                                 |
| 90                              | SWZ Kathryn Millin              | 30.29                           | 3                               | 2                               |                                 |                                 |
| 91                              | AHO Nilshaira Isenia            | 30.33                           | 5                               | 2                               |                                 |                                 |
| 92                              | MAC Chi Wun Long                | 30.47                           | 7                               | 0                               |                                 |                                 |
| 93                              | GUA Karla Toscano               | 30.50                           | 4                               | 7                               |                                 |                                 |
| 94                              | ARU Ashley Bransford            | 30.53                           | 5                               | 7                               |                                 |                                 |
| 95                              | NGR Labake Anthonia Oriretan    | 30.63                           | 3                               | 7                               |                                 |                                 |
| 96                              | IND Vandita Dhariyal            | 30.65                           | 3                               | 6                               |                                 |                                 |
| 96                              | LIB Amina Meho                  | 30.65                           | 6                               | 1                               |                                 |                                 |
| 98                              | BIH Selma Atic                  | 30.74                           | 8                               | 0                               |                                 |                                 |
| 99                              | HON Sharon P. Fajardo Sierra    | 30.79                           | 5                               | 5                               |                                 |                                 |
| 100                             | MRI Estelle Li Chuen Cheong     | 30.97                           | 4                               | 4                               |                                 |                                 |
| 101                             | BOL Graciela Peinado Ibanez     | 31.05                           | 2                               | 3                               |                                 |                                 |
| 102                             | MLT Talisa Pace                 | 31.06                           | 6                               | 0                               |                                 |                                 |
| 103                             | MAD Stephanie Rasoamanana       | 31.30                           | 3                               | 4                               |                                 |                                 |
| 104                             | MOZ Gessica Stagno              | 31.33                           | 3                               | 8                               |                                 |                                 |
| 105                             | KEN Pina Ercolano               | 31.35                           | 4                               | 6                               |                                 |                                 |
| 105                             | FIJ Adele Rova                  | 31.35                           | 4                               | 0                               |                                 |                                 |
| 107                             | ALB Sara Abdullahu              | 31.41                           | 4                               | 9                               |                                 |                                 |
| 108                             | MAD Estellah Fils Rabetsara     | 31.45                           | 4                               | 2                               |                                 |                                 |
| 109                             | PYF Noelyn Faussane             | 31.69                           | 3                               | 0                               |                                 |                                 |
| 110                             | FIJ Cheyenne Rova               | 31.79                           | 4                               | 1                               |                                 |                                 |
| 111                             | MRI Adeline Mei-Li Tin Hon Ko   | 31.80                           | 4                               | 3                               |                                 |                                 |
| 112                             | SEY Shannon Austin              | 31.92                           | 2                               | 2                               |                                 |                                 |
| 113                             | SRI Miniruwani Samarakoon       | 32.14                           | 3                               | 1                               |                                 |                                 |
| 114                             | ZAM Danielle Bernadine Findlay  | 32.17                           | 3                               | 3                               |                                 |                                 |
| 115                             | ANG Ruth Carvalho               | 32.20                           | 2                               | 5                               |                                 |                                 |
| 115                             | MHL Julia Alves                 | 32.20                           | 2                               | 7                               |                                 |                                 |
| 117                             | GUY Noelle Anyika Smith         | 32.34                           | 2                               | 8                               |                                 |                                 |
| 118                             | PLE Sabine Hazboun              | 32.39                           | 2                               | 4                               |                                 |                                 |
| 119                             | BRU Maria Grace Koh             | 32.59                           | 4                               | 8                               |                                 |                                 |
| 120                             | BRU Mohamad Husain              | 32.65                           | 2                               | 1                               |                                 |                                 |
| 121                             | PNG Judith Ilan Meauri          | 32.82                           | 3                               | 9                               |                                 |                                 |
| 122                             | FSM Debra Daniel                | 32.83                           | 2                               | 6                               |                                 |                                 |
| 123                             | ALB Debora Keci                 | 32.92                           | 3                               | 5                               |                                 |                                 |
| 124                             | PAK Kiran Khan                  | 33.13                           | 5                               | 3                               |                                 |                                 |
| 125                             | PLE Yara Dowani                 | 33.64                           | 6                               | 8                               |                                 |                                 |
| 126                             | MDV Sausan Aishath              | 33.76                           | 1                               | 5                               |                                 |                                 |
| 127                             | TAN Mariam Foum                 | 34.67                           | 1                               | 3                               |                                 |                                 |
| 128                             | MHL Julianne Kirchner           | 34.96                           | 1                               | 2                               |                                 |                                 |
| 129                             | TJK Katerina Izmaylova          | 36.63                           | 5                               | 4                               |                                 |                                 |
| 130                             | PAK Rida Mitha                  | 37.54                           | 2                               | 9                               |                                 |                                 |
| 131                             | BDI Uwamahoro Elsie             | 43.87                           | 2                               | 0                               |                                 |                                 |
| 132                             | MLI Awa Keita                   | 44.33                           | 1                               | 6                               |                                 |                                 |
|                                 | HON Ana Euceda Gutierrez        | DNS                             | 5                               | 9                               |                                 |                                 |
|                                 | MGL Gantumur Oyungerel          | DSQ                             | 1                               | 4                               |                                 |                                 |
|                                 | ECU Loren Yamile Bahamonde      | DSQ                             | 11                              | 9                               |                                 |                                 |

### Semifinal
Estes são os resultados das semifinais:
| Pos. | Atleta                  | Bateria | Raia | Tempo | Notas           |
| ---- | ----------------------- | ------- | ---- | ----- | --------------- |
| 1    | SWE Therese Alshammar   | 2       | 4    | 25.07 | Recorde mundial |
| 2    | NED Magdalena Veldhuis  | 1       | 4    | 25.28 |                 |
| 3    | NOR Ingvild Snildal     | 2       | 5    | 25.53 |                 |
| 4    | AUS Marieke Guehrer     | 2       | 3    | 25.58 |                 |
| 5    | CHN Yafei Zhou          | 1       | 6    | 25.59 |                 |
| 6    | SWE Sarah Sjostrom      | 1       | 5    | 25.76 |                 |
| 7    | BRA Daynara de Paula    | 2       | 7    | 25.85 |                 |
| 8    | FRA Diane Bui Duyet     | 2       | 8    | 25.87 |                 |
| 9    | DEN Jeanette Ottesen    | 2       | 6    | 25.90 |                 |
| 10   | NED Hinkelien Schreuder | 1       | 7    | 25.94 |                 |
| 11   | ITA Silvia Di Pietro    | 1       | 3    | 26.00 |                 |
| 11   | BLR Svetlana Khokhlova  | 2       | 1    | 26.00 |                 |
| 13   | BRA Gabriella Silva     | 1       | 2    | 26.02 |                 |
| 14   | EST Triin Aljand        | 1       | 1    | 26.16 |                 |
| 15   | USA Christine Magnuson  | 2       | 2    | 26.21 |                 |
| 16   | GER Daniela Samulski    | 1       | 8    | 26.33 |                 |

### Final
Estes são os resultados da final:
| Pos.              | Atleta                 | Raia | Tempo | Notas |
| ----------------- | ---------------------- | ---- | ----- | ----- |
| Medalha de ouro   | AUS Marieke Guehrer    | 6    | 25.48 |       |
| Medalha de prata  | CHN Yafei Zhou         | 2    | 25.57 |       |
| Medalha de bronze | NOR Ingvild Snildal    | 3    | 25.58 |       |
| 4                 | SWE Therese Alshammar  | 4    | 25.59 |       |
| 5                 | NED Magdalena Veldhuis | 5    | 25.63 |       |
| 6                 | SWE Sarah Sjostrom     | 7    | 25.66 |       |
| 7                 | FRA Diane Bui Duyet    | 8    | 25.92 |       |
| 8                 | BRA Daynara De Paula   | 1    | 26.12 |       |

## Novos recordes
| Tipo                  | Atleta            | Tempo | Local | Data                | Ref |
| --------------------- | ----------------- | ----- | ----- | ------------------- | --- |
|                       | Therese Alshammar | 25.07 | Roma  | 31 de julho de 2009 | ver |
| Recorde do campeonato | Therese Alshammar | 25.07 | Roma  | 31 de julho de 2009 | ver |

Legenda
| Recorde mundial       | Recorde mundial (World record)               |                       | Recorde africano                      | Recorde africano (African) |                                           | Q | Classificado por posição (Qualified) |
| Recorde do campeonato | Recorde do campeonato (Championship record)  | Recorde da América    | Recorde da América (Americas)         | q                          | Classificado por melhor tempo (Qualified) |   |                                      |
| Melhor marca do ano   | Melhor marca do ano (World leading)          | Recorde asiático      | Recorde asiático (Asian)              | DNS                        | Não largou (Did not start)                |   |                                      |
| Recorde nacional      | Recorde nacional (National record)           | Recorde europeu       | Recorde europeu (European)            | DNF                        | Não terminou (Did not finish)             |   |                                      |
| Recorde pessoal       | Recorde pessoal do atleta (Personal best)    | Recorde da Oceania    | Recorde da Oceania (Oceania)          | DSQ / DQ                   | Desclassificado (Disqualified)            |   |                                      |
| Recorde da temporada  | Recorde da temporada do atleta (Season best) | Recorde sul-americano | Recorde sul-americano (South America) | NM                         | Sem marca (No mark)                       |   |                                      |